# Ophiothrix leucotrigonia
Ophiothrix leucotrigonia är en ormstjärneart som beskrevs av Hubert Lyman Clark 1918. Ophiothrix leucotrigonia ingår i släktet Ophiothrix och familjen Ophiothrichidae. Inga underarter finns listade i Catalogue of Life.